# Jogīghopa
Jogīghopa är en ort i Indien.   Den ligger i distriktet Bongaigaon och delstaten Assam, i den östra delen av landet, 1 300 km öster om huvudstaden New Delhi. Jogīghopa ligger 40 meter över havet och antalet invånare är 2 415.
Terrängen runt Jogīghopa är huvudsakligen platt, men åt nordväst är den kuperad. Runt Jogīghopa är det tätbefolkat, med 442 invånare per kvadratkilometer. Närmaste större samhälle är Goālpāra, 7,7 km sydost om Jogīghopa. Trakten runt Jogīghopa består till största delen av jordbruksmark.